# داویده لودسانی
داویده لودسانی (انگلیسی: Davide Lodesani؛ زادهٔ ۴ مهٔ ۱۹۹۵) بازیکن فوتبال است.
از باشگاه‌هایی که در آن بازی کرده‌است می‌توان به باشگاه فوتبال ساسولو اشاره کرد.